# Palaus d'Alfons XIII i Victòria Eugènia
Els palaus d'Alfons XIII i Victòria Eugènia són dos pavellons del recinte firal de Montjuïc, situats al peu del palau Nacional, i estan catalogats com a bé cultural d'interès local. Obra de Josep Puig i Cadafalch, van ser construïts entre 1918 i 1923 amb vista a la celebració de l'Exposició Internacional de 1929 i nomenats en honor d'Alfons XIII i Victòria Eugènia de Battenberg, reis d'Espanya.

## Història i descripció

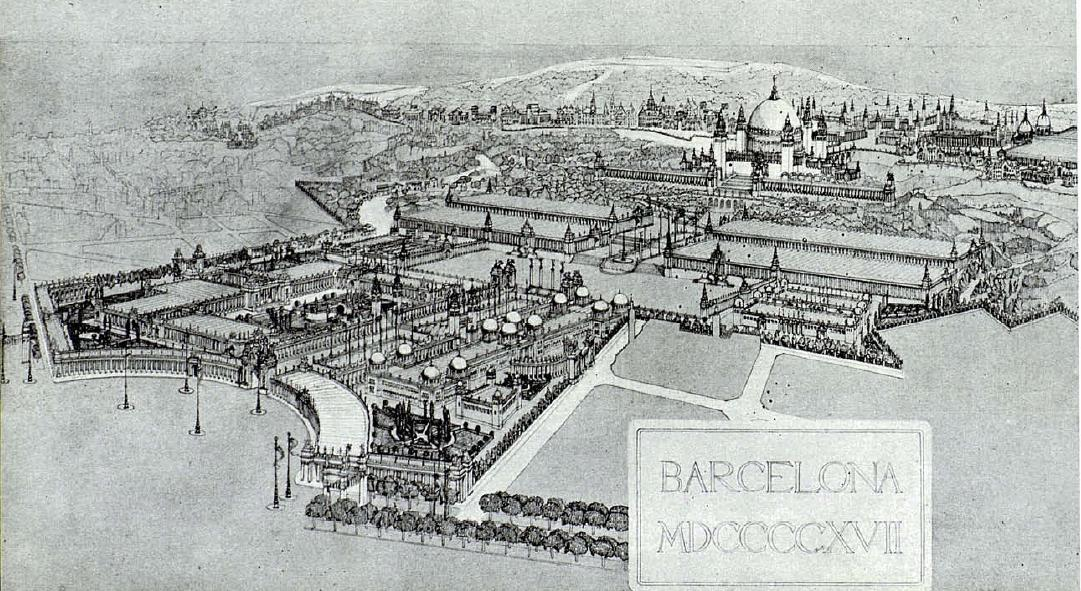
Projecte d'urbanització de Montjuïc de Puig i Cadafalch (1917). Al centre, els dos palaus

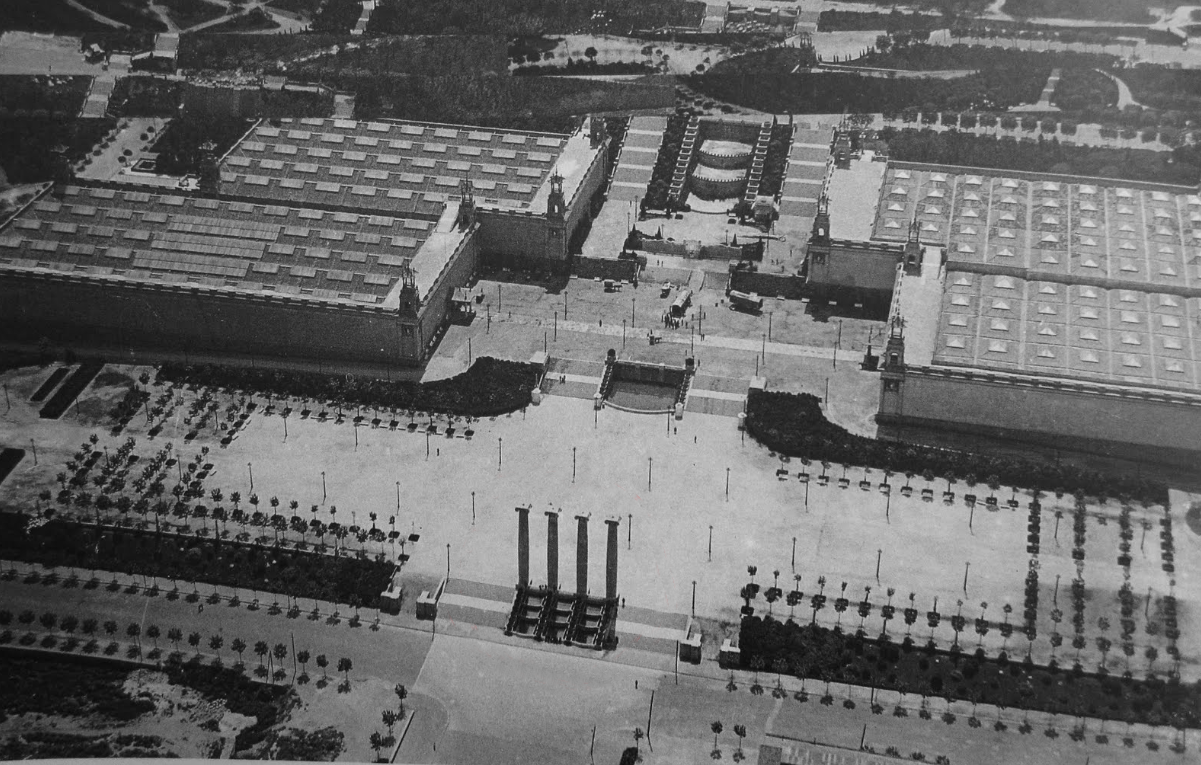
Vista aèria dels palaus d'Alfons XIII i Victòria Eugènia (1925)

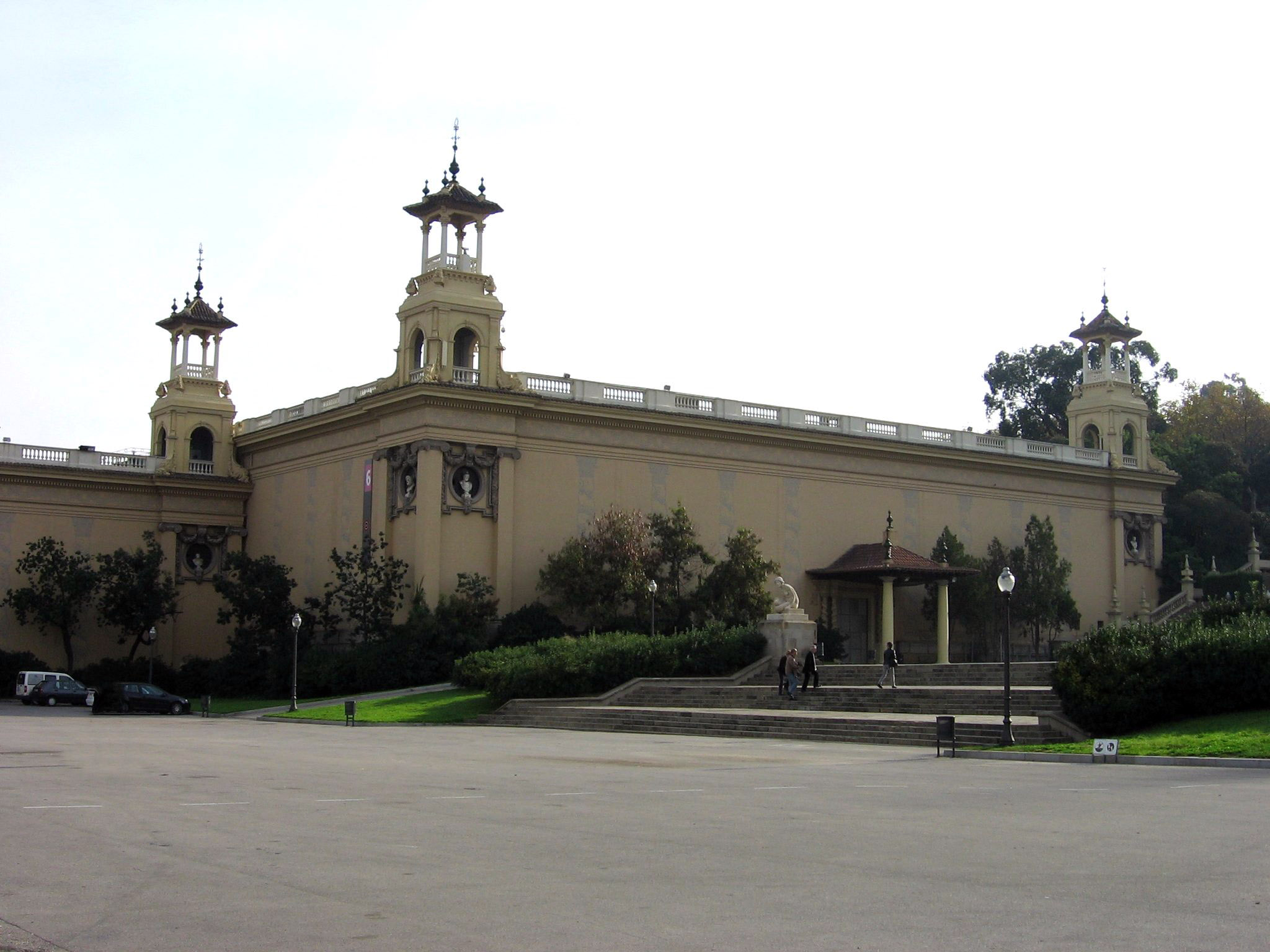
Palau d'Alfons XIII

A Barcelona es guardava un grat record de l'Exposició Universal de 1888, que va suposar un gran avanç per a la ciutat en el terreny econòmic i urbanístic, així com la creació del parc de la Ciutadella. Per això es va projectar una nova exposició per a donar a conèixer els avenços tecnològics i projectar la imatge de la indústria catalana en l'exterior. La idea va començar a gestar-se el 1905, promoguda per l'arquitecte Josep Puig i Cadafalch, com una forma de dur a terme el nou Pla d'Enllaços de Léon Jaussely. El 1915 es va presentar un primer avantprojecte, a càrrec de Puig i Cadafalch i Guillem Busquets. Prevista inicialment per 1917, es va retardar a causa de la Primera Guerra Mundial; tot i així, aquell any van començar els treballs d'urbanització de la muntanya de Montjuïc, a càrrec de l'enginyer Marià Rubió i Bellver, amb un projecte d'enjardinament de Jean-Claude Nicolas Forestier, que va comptar amb la col·laboració de Nicolau Maria Rubió i Tudurí. Es va construir un funicular per accedir fins a dalt de la muntanya, així com un transbordador aeri per accedir a la mateixa des del port de Barcelona. Les obres es van finalitzar en la seva major part el 1923, encara que la instauració aquell any de la dictadura de Primo de Rivera va postergar la celebració de l'esdeveniment, que finalment es va produir el 1929, coincidint amb l'Exposició Iberoamericana de Sevilla. El director de les obres en el seu tram final va ser Pere Domènech i Roura, ja que Puig i Cadafalch va ser relegat per la dictadura a causa de la seva filiació catalanista. L'Exposició va ser inaugurada pel rei Alfons XIII el 19 de maig de 1929, i va tenir lloc del 20 de maig de 1929 al 15 de gener de 1930, amb un cost de 130 milions de pessetes.
El recinte de l'Exposició es va construir segons el projecte de Puig i Cadafalch: el conjunt començava en la plaça d'Espanya, passant per l'avinguda d'Amèrica (actual avinguda de la Reina Maria Cristina), on se situaven els grans edificis de l'Exposició, fins al peu de la muntanya, on es va situar la Font Màgica, flanquejada pels palaus d'Alfons XIII i Victòria Eugènia; d'aquí partia una escalinata que conduïa al palau Nacional, l'obra més monumental de l'Exposició. Enfront dels palaus es van construir quatre columnes d'ordre jònic que simbolitzaven la senyera catalana, obra de Puig i Cadafalch, però el dictador Primo de Rivera les va manar enderrocar; van ser restaurades el 2011. Al seu lloc es va col·locar la Font Màgica, obra de Carles Buïgas, que va sorprendre al públic pel seu fantàstic joc de llums i brolladors d'aigua; encara avui és una obra emblemàtica de la capital catalana, on solen celebrar-se espectacles piromusicals.
Els palaus van ser projectats per Puig i Cadafalch el 1916, tot i que les obres no van començar fins al 1918, i van ser acabades el 1923. Van ser els primers edificis de l'Exposició en ser construïts, i ja el 1923 van acollir una Exposició del Moble i la Decoració interior, com a assaig inicial del posterior esdeveniment. Estan situats en una plaça anomenada per aquell temps de les Belles Arts, posteriorment dels Reis, del Marquès de Foronda i, actualment, de Josep Puig i Cadafalch, en honor de l'arquitecte que els va construir. Inicialment van ser anomenats palaus de l'Art Modern i de l'Arquitectura, tot i que el 1926 se'ls va nomenar en honor dels reis. Durant l'Exposició, el palau d'Alfons XIII es va dedicar a la Construcció, mentre que al de Victòria Eugènia es van situar les representacions de països que no comptaven amb pavelló propi.
Es tracta de dos edificis bessons, situats simètricament a cada costat de la plaça, en un terreny en desnivell. La part posterior sobresurt una mica de la frontal, fent una forma de L, amb el que provoca un lleuger estrenyiment de la plaça, just on comença l'escalinata d'accés al palau Nacional. Amb una superfície de 14.000 m² cadascun, estan formats per dues naus adossades, de planta rectangular, formada per mòduls quadrangulars disposats a manera de reticle. A l'interior, el desnivell del terreny està salvat per trams d'escala. La coberta està sostinguda per columnes, i presenta una sèrie de claraboies que permet a l'interior una llum zenital. No obstant això, és en la coberta on els dos edificis presenten singulars diferències: el d'Alfons XIII té teulades a dues aigües, mentre que el de Victòria Eugènia presenta una sèrie de cossos rectangulars de rematada piramidal. D'altra banda, cada palau compta amb un soterrani de 4800 m² destinat a magatzem.
Les façanes estan inspirades en el barroc català, amb portals excel·lents en forma de marquesina i un conjunt de quatre torres per edifici, de cos quadrangular i part superior formada per quatre columnes amb balustrada i rematada per uns pinacles de forma piramidal. Puig i Cadafalch es va inspirar en el Pont del Real de València per a les torres, i en la façana de l'església barroca de Caldes de Montbui per als portals. La decoració de l'exterior està formada per esgrafiats en els murs, que representa columnes salomòniques i garlandes de motius vegetals, així com busts escultòrics de personatges clàssics.
Passada l'Exposició, els dos palaus van passar a formar part de la Fira de Barcelona, dins de la qual estan designats com a pavellons 6 i 7. Malgrat tot, en el futur està prevista la seva reconversió en museus, dins de l'objectiu de convertir a Montjuïc en un gran complex museístic. El juliol de 2017 es va fer públic que l'Ajuntament i la Fira de Barcelona havien arribat a un acord per a remodelar el Palau de Victòria Eugènia, cedit per a usos firals fins al 2025, i transformar-lo en un espai apte per a grans exposicions (6.350 m²). L'Institut de Cultura de Barcelona (ICUB) aportaria 2,5 milions d'euros per a les obres d'adequació del recinte.